# Ludwigsau
Ludwigsau è un comune tedesco di 5 569 abitanti,, situato nel land dell'Assia.